# Calvin Hemery
Calvin Hemery (Les Lilas, 28 gennaio 1995) è un tennista francese.
Gioca in prevalenza nei circuiti minori. In singolare ha vinto un torneo e perso diverse finali dell'ATP Challenger Tour, ha preso parte anche ad alcuni tornei nel circuito maggiore e il suo miglior ranking ATP è la 116ª posizione raggiunta nell'aprile 2018. Anche in doppio ha vinto un titolo Challenger, si è spinto inoltre fino al terzo turno all'Open di Francia 2018 ed è stato il 252º del ranking nel dicembre 2018.

## Carriera
Nel luglio 2015 supera per la prima volta le qualificazioni nel circuito maggiore al Swiss Open Gstaad ed esce di scena al primo turno. Nel luglio dell'anno successivo supera di nuovo le qualificazioni ATP a Båstad e vince il suo primo incontro nel circuito maggiore sconfiggendo Tristan Lamasine, al secondo turno vince il primo set contro il nº 13 del mondo David Ferrer, che si impone in rimonta. A settembre alza il suo primo trofeo Challenger in carriera al torneo di doppio di Istanbul, dove in coppia con Sadio Doumbia supera in finale Marco Chiudinelli / Marius Copil.
Il suo periodo migliore è quello a cavallo tra il 2017 e il 2018, nel giugno 2017 raggiunge la sua prima finale dell'ATP Challenger Tour in singolare agli Internationaux de Tennis de Blois e il mese successivo vince il primo Challenger in singolare dopo aver sconfitto in due set Pedro Sousa nella finale del Tampere Open. A fine anno disputa due finali Challenger consecutive a Kobe e a Toyota.
Nel marzo 2018 supera per la prima volta le qualificazioni in un torneo Masters 1000 al Miami Open e al primo turno raccoglie solo tre giochi contro Thanasi Kokkinakis. Il mese successivo sconfigge il nº 87 del mondo Evgenij Donskoj nei quarti di finale dell'ATP Challenger Nanchang, raggiunge quindi la finale e viene sconfitto da Quentin Halys; con questi risultati porta il suo miglior ranking ATP alla 116ª posizione mondiale. A maggio vince contro Corentin Moutet il suo secondo match nel circuito ATP a Lione.
Subito dopo fa il suo debutto in una prova del Grande Slam al Roland Garros e Diego Schwartzman gli concede solo 5 giochi; prende parte anche al torneo di doppio in coppia con Stéphane Robert, al primo turno eliminano Matthew Ebden / Donald Young e al secondo le teste di serie nº 15 Julio Peralta / Horacio Zeballos e cedono in due set a Maximo Gonzalez / Nicolas Jarry. Iniziano ad andargli in scadenza i punti guadagnati con i buoni risultati dell'anno precedente e scende nel ranking. Vince un altro incontro ATP a Båstad ed esce al turno decisivo delle qualificazioni agli US Open 2018. A novembre esce dalla top 200.
Negli anni successivi non disputa alcun torneo del circuito maggiore. Nel 2019 non supera mai il secondo turno nei Challenger e a settembre scende al 563º posto mondiale; torna a giocare nei tornei ITF e nel finale di stagione ne vince tre. Tra il 2020 e il 2022 vince solo un titolo ITF in singolare e uno in doppio. Torna a mettersi in luce nell'estate del 2023, a luglio disputa la prima finale Challenger dopo 5 anni a Troyes, persa contro Manuel Guinard, e vince quindi un torneo ITF. A settembre raggiunge la finale al prestigioso Challenger 125 di Siviglia e raccoglie solo 4 giochi contro il campione uscente Roberto Carballés Baena, a fine torneo risale alla 236ª posizione. Consegue altri discreti risultati nei Challenger e torna a giocare nel circuito ATP a Metz dopo aver superato le qualificazioni; esce al primo turno e rientra nella top 200.
Nel 2024 si mantiene attorno alla 200ª posizione grazie anche alle finali Challenger raggiunte a Blois, Tampere e Lione, perse rispettivamente contro Ričardas Berankis, lo spagnolo Daniel Rincón e il belga Raphaël Collignon. Di rilievo a Lione la vittoria in semifinale contro l'emergente João Fonseca. Nel febbraio 2025 rientra nella top 200 dopo la semifinale disputata al Challenger 125 di Lille e risale al 167º posto con la finale persa al Challenger 50 di Brazzaville contro Geoffrey Blancaneaux. A luglio perde la finale anche agli Internationaux de Troyes.

## Statistiche
Aggiornate al 7 luglio 2025.

### Tornei Challenger

#### Singolare

##### Vittorie (1)
| N. | Data           | Torneo                | Superficie    | Avversario in finale | Punteggio |
| 1. | 30 luglio 2017 | Tampere Open, Tampere | Terra battuta | Pedro Sousa          | 6-3, 6-4  |

##### Sconfitte (11)
| N.  | Data             | Torneo                                                | Superficie    | Avversario in finale    | Punteggio           |
| 1.  | 25 giugno 2017   | Internationaux de Tennis de Blois, Blois              | Terra battuta | Damir Džumhur           | 1-6, 3-6            |
| 2.  | 12 novembre 2017 | Kobe Challenger, Kōbe                                 | Cemento       | Stéphane Robert         | 6(1)-7, 7-6(5), 1-6 |
| 3.  | 19 novembre 2017 | Toyota Challenger, Toyota                             | Sintetico (i) | Matthew Ebden           | 6(3)-7, 3-6         |
| 4.  | 22 aprile 2018   | ATP Challenger China International Nanchang, Nanchang | Terra battuta | Quentin Halys           | 3-6, 2-6            |
| 5.  | 9 luglio 2023    | Internationaux de Troyes, Troyes                      | Terra rossa   | Manuel Guinard          | 4-6, 3-6            |
| 6.  | 9 settembre 2023 | Copa Sevilla, Siviglia                                | Terra gialla  | Roberto Carballés Baena | 3-6, 1-6            |
| 7.  | 23 giugno 2024   | Internationaux de Tennis de Blois, Blois              | Terra rossa   | Ričardas Berankis       | 6(4)-7, 5-7         |
| 8.  | 28 luglio 2024   | Tampere Open, Tampere                                 | Terra rossa   | Daniel Rincón           | 1-6, 6(4)-7         |
| 9.  | 17 novembre 2024 | All in Open, Lione                                    | Cemento (i)   | Raphaël Collignon       | 4-6, 2-6            |
| 10. | 23 febbraio 2025 | Brazzaville Challenger, Brazzaville                   | Terra rossa   | Geoffrey Blancaneaux    | 3-6, 4-6            |
| 11. | 6 luglio 2025    | Internationaux de Troyes, Troyes                      | Terra rossa   | Jan Choinski            | 4-6, 7-6(4), 2-6    |

#### Doppio

##### Vittorie (1)
| N. | Data              | Torneo                        | Superficie | Compagno      | Avversari in finale            | Punteggio |
| 1. | 17 settembre 2016 | Istanbul Challenger, Istanbul | Cemento    | Sadio Doumbia | Marco Chiudinelli Marius Copil | 6-4, 6-3  |